# 智神星
智神星（2 Pallas）是人類繼谷神星（小行星带中唯一的矮行星）後所發現的第一顆小行星。估計質量是小行星帶的7%。智神星直徑為544（338英里），比灶神星稍大一些，但是其質量卻比灶神星輕10–30%，所以智神星是小行星帶中第三重的小行星。智神星可能是太陽系中最大的不規則天體（也就是本身的重力不能使外貌呈現圓滑），也可能是殘餘的原行星。
天文學家海因里希·歐伯斯在1802年3月28日發現智神星，那時被歸類為行星。事實上，19世紀初期發現的小行星都曾經被歸類為行星，直到1845年有更多的小行星被發現之後，才重新分類。
智神星的表面似乎由矽酸鹽組成；表面光譜和密度類似於碳質球粒隕石。智神星有異常高的軌道傾角（高達34.8°）、高離心率，類似冥王星，所以太空船很難前往智神星拜訪。

## 命名
智神星是以希臘神話海神特里同的女兒帕拉斯（即雅典娜的別稱）命名的。在其它的神話，雅典娜殺死了帕拉斯，然後悲傷的承襲朋友的名字（在希臘神話，有幾位男性的神也有相同的名字，但首度命名小行星時，總是使用女神的名字）。
橄榄陨铁（英语：pallasite）和智神星無關，而是依據德國博物學家彼得·西蒙·帕拉斯命名的。另一方面，化學元素鈀的拉丁文名稱Palladium是以智神星來命名的，因為就在發現這顆小行星之後，科學家也發現該元素。另一種依據小行星來命名的元素是鈰。
與其他的小行星一樣，智神星也有天文符號，是一個圓圈裡面寫上發現的序號，②。然而，它還有個較舊的標誌性符號：⚴ （或者是）。

## 觀測史
天文學家朱塞普·皮亞齊在1801年發現一顆天體，起初他認為是一顆彗星，但很快的他就宣布觀測到的是不同類型的天體，因為他注意到它的運動不同於彗星，速度是緩慢而且均勻的。但是之後幾個月卻丟失了這個天體的行蹤，直到年底才被弗朗茲·馮·札奇（Franz Xaver von Zach）和奧伯斯依據高斯初步計算出的軌道位置再度尋獲。這個目標就是現在列為矮行星的穀神星，是被發現的第一顆小行星。

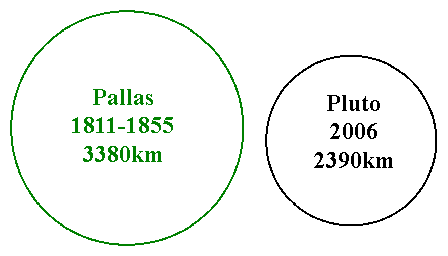
約翰·希羅尼穆斯·施羅特於1811年不準確地估計智神星的體積。施羅特錯誤地認為智神星的直徑超過3000公里，大於冥王星（施羅特估計其體積時冥王星尚未被發現）。

奧伯斯在幾個月之後企圖找到穀神星，當時他注意到穀神星附近有另一個天體正在移動，它就是智神星，當時正巧經過穀神星附近。這個新天體的發現引起了天文界極大的興趣，因為之前天文學家曾推測在木星和火星之間的空隙應該有一顆行星，而現在卻出乎意料之外的發現了第二顆。在智神星被發現之際，估計它的大小為直徑3,380公里，即使到了1979年，估計智神星的直徑依然有673公里（仍比現在認定的值大26%）。

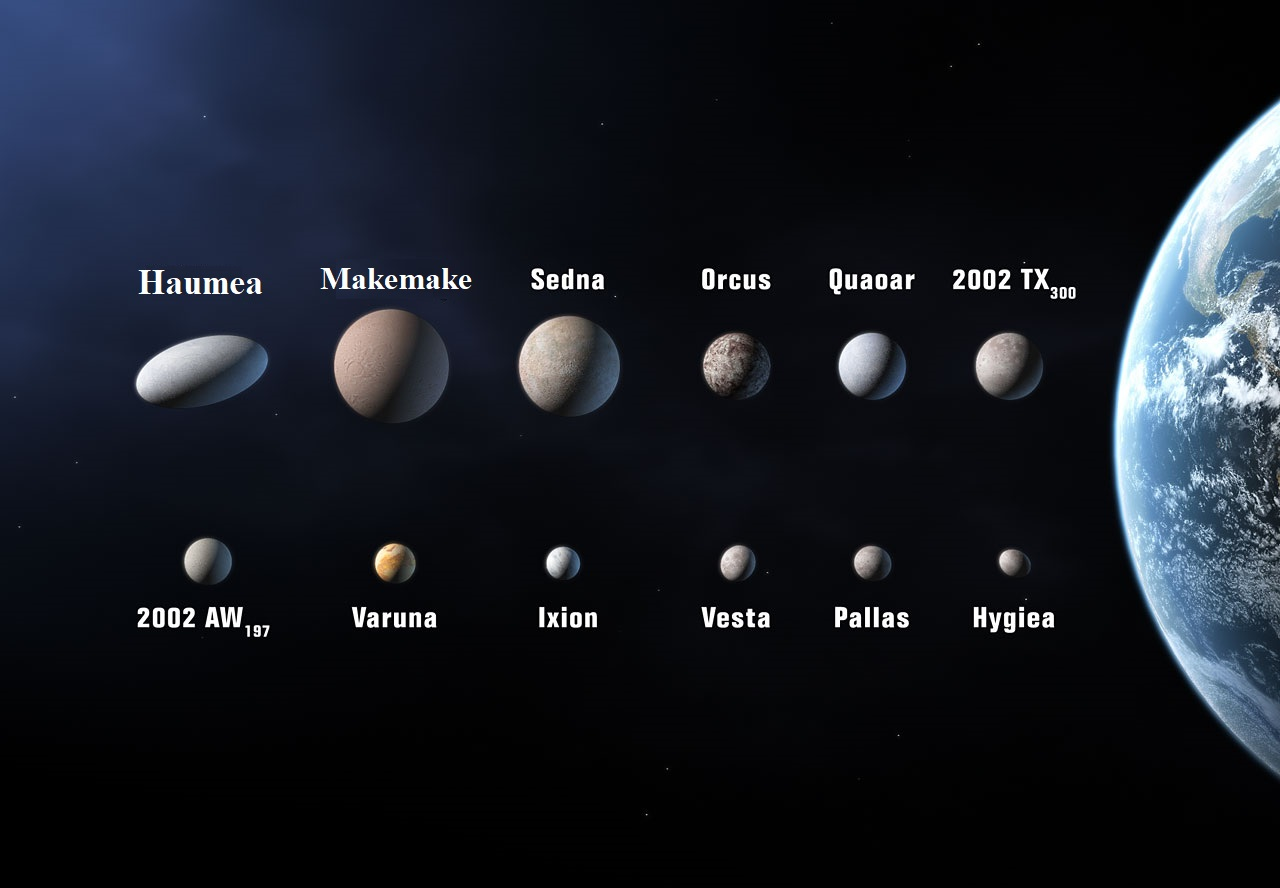
根據國際天文學聯合會2006年行星定義建議草案的矮行星潛在候選者。智神星是下排從右方數起第二個。

高斯測定智神星的軌道，估計其週期是4.6年，與穀神星相近，但是智神星相對於黃道平面有很高的軌道傾角。
日本天文學家平山清次在1917年開始研究小行星的運動，比較一系列小行星的平均運動、軌道傾角和離心率，發現了幾個不同的族群。他在稍後提出的論文中列出了三顆與智神星有關聯的小行星，因為智神星是最大的一顆，因此這些小行星被命名為智神星族 。到了1994年，已經有十數顆小行星被確認屬於這個家族，它們的軌道半長軸介於 2.50–2.82 天文單位，軌道傾角在33–38°之間。科學家在2002年更經由光譜的比較，證實這種分組的有效性，確認它們屬於同一個家族。
科學家已經觀測過幾次智神星掩蔽恆星的現象。1983年5月29日，140位科學家進行智神星掩蔽觀測，這是最佳的一次觀測。這次的結果是科學家第一次精確測量智神星。 
科學家在1979年5月29日掩星中，發現它可能有一顆微小的衛星，但是未能證實。1980年散斑干涉法的觀測報告顯示有一顆直徑175公里衛星存在，但是後來科學家否定這個結果。
科學家曾經從在火星軌道上環繞/或登陸的太空船發射電波至智神星，藉由其對火星微小的攝動以估計智神星的質量。
曙光號研究團隊在2007年9月獲得哈伯太空望遠鏡來觀測智神星，當時它位於衝的位置。研究團隊在這顆小行星最接近太陽時進行觀察，以便將智神星與穀神星和灶神星互相比較。

## 特徵

大小比較：最早發現的10顆小行星與月球（灰色）輪廓的比較。智神星是左側的第二顆。

智神星和灶神星都曾經被科學家認為是第二大小行星。
然而，雖然智神星的體積明顯的比灶神星大，但智神星的質量只有穀神星的22%，和大約是月球的0.3%。
相較於灶神星，智神星距離地球較遠，反照率也較低，因此光度昏暗。事實上，非常小的虹神星在衝時的平均亮度都凌駕於智神星之上。 
智神星在衝時的平均視星等是+8.0，位於10X50的雙筒望遠鏡可見的範圍之內。智神星與穀神星和灶神星不同，在離日度較小時，其光度會降至+10.6等，科學家需要使用更強而有力的光學儀器來觀測。智神星在罕見的近日點衝，光度可以達到+6.4等，正好在裸眼可見的極限。 
2014年2月，智神星的亮度可以達到+6.96等。
智神星的動力學參數對於如此大的天體而言並不尋常。儘管智神星與小行星帶中心區域的小行星與太陽距離相同，但它的傾角相當高，離心率則相當低。此外，智神星的軸向傾斜也非常高，不是78±13° 就是65±12°（基於不明確的光度曲線，極的指向是朝向黃道座標 （β, λ） = （−12°, 35°）或（43°, 193°），不確定值約為10°）；哈伯太空望遠鏡在2007年的觀測及凱克望遠鏡在2003年和2005年的觀測都認同這種解釋。 
這意味著，每個智神星的夏季和冬季，就如同地球的年一樣，大部分的表面都衡訂恆定的受到陽光照射，或是恆定的黑暗。
科學家根據光譜的觀測判斷智神星表面主要元素是低鐵和含水的矽酸鹽。這些礦物的類型包括橄欖石和輝石，它們是在CM隕石球粒中發現的
。 
智神星表面的成分和Renazzo 碳質球粒隕石（CR）隕石非常類似，它的含水礦物甚至低於CM型。Renazzo隕石是於1824年在義大利發現的，並且是已知最原始的隕石之一。

這幅動畫演示了智神星與木星18:7共振的模式。智神星的運動顯示相關於太陽旋轉（即以太陽為中心）的參考框架與等同於木星軌道週期的時期。因此，出現在左上角的粉紅色木星橢圓軌道幾乎是固定的。火星的運動是橘色，地－月系統是藍色和白色。智神星的軌道在黃道的上面是綠色，在下面是紅色。與木星接近18:7的共振模式只依循顺时针方向的運動（也就是，沒有天秤動）。

科學家對智神星表面的特徵所知甚少。科學家從2007年哈伯太空望遠鏡拍攝的影像研究其表面變化（畫素的解析力大約是70公里），但是智神星反照率只有12%，使得表面特徵並不明顯。科學家透過可見光和紅外線濾色片檢視光度曲線之間的微小變化，智神星在紫外線上有著重大的差異，暗示在285°（西經75°）附近的特徵。智神星自轉似乎是順行的。
科學家相信智神星曾經經歷過某種程度的熱蝕變和部分的分異，這表明它是一顆原行星。當太陽系的行星形成時，天體透過吸積的過程成長到大約這樣的大小。許多這樣的天體已被納入更大的天體，成為行星，而其它天體則與其他原行星碰撞而毀壞。智神星和灶神星是此種行星形成早期階段可能的倖存者。
智神星在國際天文學聯合會2006年行星定義早期的草案中被列為行星候選者，最後因為未具備定義中將環繞在軌道附近小天體清除的條件而被排除。
科學家在將來如果發現它的表面達到流體靜力平衡，可能會被歸類為矮行星。

### 近似的共振
智神星與穀神星有近似1:1近似軌道共振；與木星有著18:7共振（週期大約6,500年）與接近5:2共振（週期83年）。

### 從智神星看行星凌日
智神星上偶爾可以觀察到水星、金星、地球和火星凌日。
地球最近一次凌日是在1968年和1998年，下一次會在2224年。水星是在2009年10月；金星的上一次和下一次分別是1677年和2123年，而火星是在1597年和2759年。

## 探測
還沒有任何太空船探測過智神星。原本如果曙光號成功研究灶神星和穀神星後，還有足夠的燃料，它的任務可能會延長，並試圖在2018年智神星穿越黃道平面時飛越它。然而因為智神星的高軌道傾角，使得曙光號軌道無法接近它。事實上，飛越智神星探測需要設計其他太空船。最後它於2018年十一月，在灶神星軌道上結束了他的一生。

## 附加資料
智神星從2005至2020年的位相（與太陽的衝，合，留與順逆行）
| 留，逆行       | 衝             | 距離至 地球的距離 (AU) | 最大 亮度 (mag) | 留， 順行      | 合日           |
| -------------- | -------------- | ---------------------- | --------------- | -------------- | -------------- |
| 2005年2月14日  | 2005年3月23日  | 1.37020                | 7.1             | 2005年5月7日   | 2005年11月18日 |
| 2006年5月2日   | 2006年7月1日   | 2.52251                | 9.5             | 2006年8月24日  | 2007年2月1日   |
| 2007年7月6日   | 2007年9月3日   | 2.25303                | 8.8             | 2007年10月22日 | 2008年3月29日  |
| 2008年10月28日 | 2008年12月4日  | 1.56731                | 8.0             | 2009年1月21日  | 2009年9月12日  |
| 2010年3月24日  | 2010年5月3日   | 1.94004                | 8.6             | 2010年7月2日   | 2010年12月22日 |
| 2011年5月25日  | 2011年7月29日  | 2.54744                | 9.5             | 2011年9月16日  | 2012年2月22日  |
| 2012年8月9日   | 2012年9月24日  | 1.96443                | 8.3             | 2012年11月17日 | 2013年5月9日   |
| 2014年1月5日   | 2014年2月20日  | 1.23636                | 7.0             | 2014年3月23日  | 2014年10月25日 |
| 2015年4月19日  | 2015年6月11日  | 2.38719                | 9.4             | 2015年8月7日   | 2016年1月19日  |
| 2016年6月18日  | 2016年8月20日  | 2.40255                | 9.2             | 2016年10月7日  | 2017年3月14日  |
| 2017年9月24日  | 2017年10月27日 | 1.70519                | 8.2             | 2017年12月23日 | 2018年8月5日   |
| 2019年3月4日   | 2019年4月8日   | 1.57083                | 7.8             | 2019年6月1日   | 2019年12月2日  |
| 2020年5月10日  | 2020年7月12日  | 2.55643                | 9.6             | 2020年9月1日   | 2021年2月9日   |

## 註解
1. ↑  帕拉斯隕石不是以智神星命名的，而是一位科學家的名字命名。所以它們起源不同[14]
2. ↑  由於Pallas已經是希臘的名字，因此不同於穀神星和灶神星，還有小行星的名字也是Pallas。在所有其它的語言中，大多直接使用Pallas或它的變形：義大利文是Pallade，俄羅斯文是Pallada，西班牙文是Palas，阿拉伯文是Bālās。唯一的例外是中文，Pallas被稱為”智神星”（zhìshénxīng）。這是女神帕拉斯在中國使用的希臘名稱（帕拉斯 pàlāsī）
3. ↑  一位曙光號團隊成員解釋說：與曙光號同樣等級的太空船不可能前往智神星進行探測，因為太空船需要更多的推力才能抵達智神星。智神星相對於黃道面有高度的傾斜，要離開黃道面進入智神星軌道需要大量的能源。我做過智神星探測器的設計工作，即使只去智神星，以曙光號的設計還是不可能達成。[49]

## 延伸閱讀
1. D. W. Dunham et al The size and shape of (2) Pallas from the 1983 occultation of 1 Vulpeculae （页面存档备份，存于），The Astronomical Journal, Vol. 99, pp. 1636 (1990).
2. E. Goffin New determination of the mass of (2) Pallas （页面存档备份，存于），Astronomy and Astrophysics, Vol. 365, pp. 627 (2001).
3. Sato et al Absorption bands near three micrometers in diffuse reflectance spectra of carbonaceous chondrites: Comparison with asteroids，Meteoritics and Planetary Science, Vol. 32, pp. 503 (1997).
4. J. Torppa et al Shapes and rotational properties of thirty asteroids from photometric data （页面存档备份，存于），Icarus, Vol. 164, p. 346 (2003).

## 外部連結
- Computer-generated shape of Pallas  （Gable, 2009）
- Mona Gable. . University of California, Los Angeles (UCLA).   [2009-10-20]. （原始内容存档于2009-10-15）.
- Jonathan Amos. . BBC. 2009-10-11  [2010-08-19]. （原始内容存档于2010-07-19）.
- . JPL Small-Body Database Browser.   [2007-03-29]. （原始内容存档于2011-08-26）.
- Dunn, Tony. . GravitySimulator.com. 2006  [2007-03-15]. （原始内容存档于2007-03-13）.
- Hilton, James L. . U.S. Naval Observatory. 1999-04-01  [2007-03-14].
- Tedesco, Edward F.; Noah, Paul V.; Noah, Meg; Price, Stephan D. . The Astronomical Journal. 2002, 123 (2): 1056–1085. Bibcode:2002AJ....123.1056T. doi:10.1086/338320.
- Yeomans, Donald K. . NASA JPL.   [2007-03-20]. （原始内容存档于2007-03-28）.

| 前一小行星： (1)穀神星 | 小行星列表 | 後一小行星： (3)婚神星 |